# Rățușca cea urâtă
Rățușca cea urâtă (daneză: Den grimme ælling) este titlul unei povești scrise de autorul de literatură pentru copii Hans Christian Andersen, publicată în 1843, care are drept erou un boboc de lebădă, clocit de către o rață. 
Povestea poate fi interpretată în mai multe moduri. Regăsirea bobocului rătăcit simbolizează faptul că există întotdeauna speranțe pentru cineva aflat într-un mediu nepotrivit. O perspectivă mai largă reclamă acceptarea diferențelor dintre indivizi sau grupuri.

## Poveste

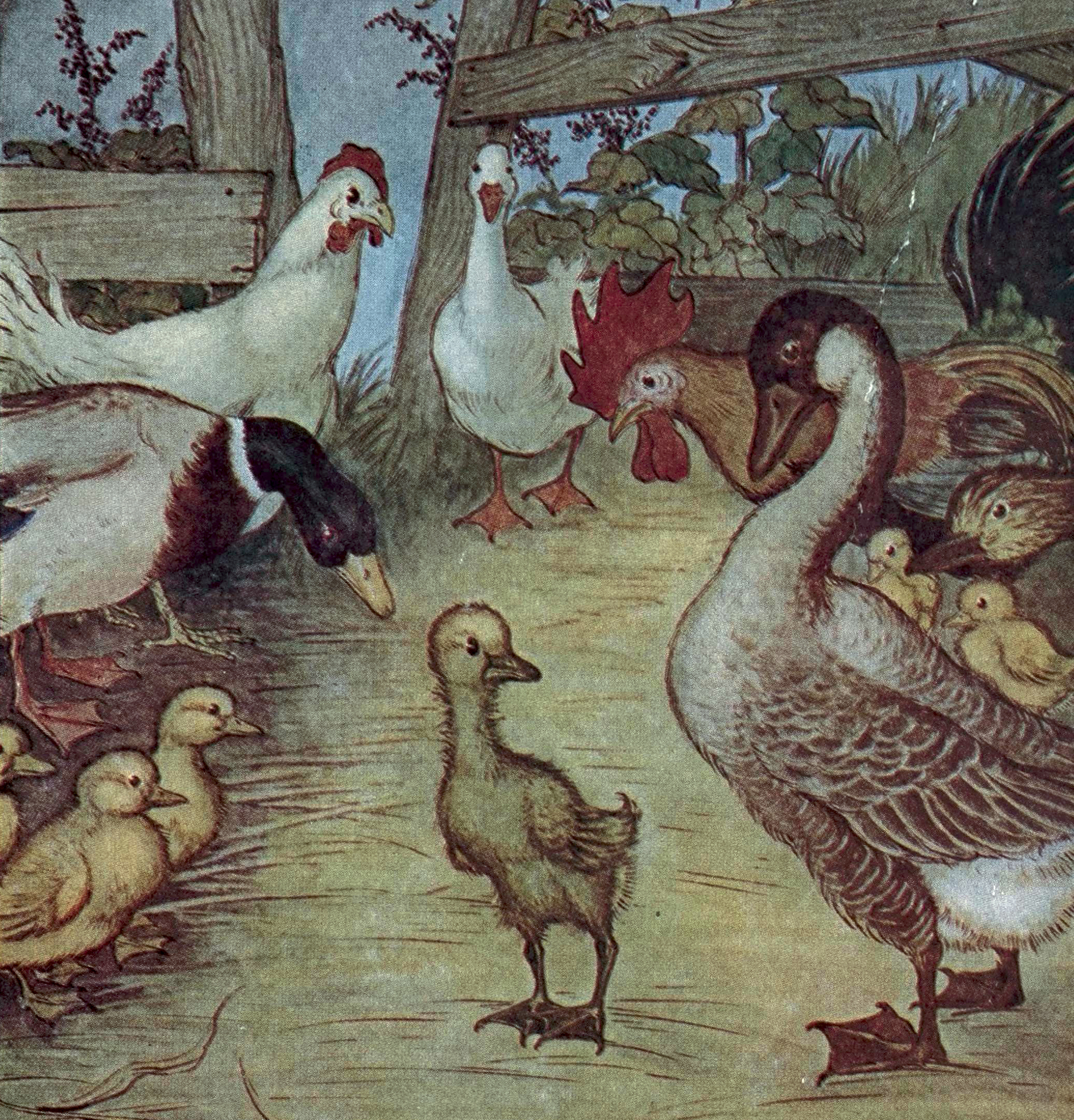
Ilustrație din 1916

După ce ouăle unei mame rață eclozează, unul dintre rățuște este perceput de celelalte animale ca fiind o creatură urâtă, și suferă multe abuzuri verbale și fizice. El rătăcește din curte și trăiește cu rațele și gâștele sălbatice, până când vânătorii sacrifică stolurile. Își găsește un cămin la o bătrână, dar pisica și găina acesteia îl tachinează și îl batjocoresc fără milă și, din nou, pleacă însingurat.
Rățușca vede un stol de lebede sălbatice care migrează. Este încântată și entuziasmată, dar nu li se poate alătura, pentru că este prea tânără, urâtă și incapabilă să zboare. Când sosește iarna, un fermier găsește și duce rățușca înghețată acasă, dar aceasta este speriată de copiii zgomotoși ai fermierului și fuge din casă. Rățușca își petrece o iarnă mizerabilă singură în aer liber, ascunzându-se într-o ascunzătoare pe un lac care îngheață parțial.
După ce a crescut și s-a maturizat complet, rățușca nu mai poate îndura o viață de singurătate și greutăți. Decide să se arunce asupra unui stol de lebede, considerând că este mai bine să fie ucisă de niște păsări atât de frumoase decât să trăiască o viață de urâciune. Este șocat când lebedele îl primesc și îl acceptă, doar pentru a-și da seama, privindu-și reflexia în apă, că în tot acest timp nu a fost o rățușcă, ci o lebădă. Zburătoarele se ridică în aer, iar el își întinde aripile pentru a-și lua zborul alături de restul noii sale familii.

## Compunere și origini
Andersen a conceput povestea pentru prima dată în 1842, în timp ce se bucura de frumusețea naturii în timpul șederii sale la moșia de la Bregentved, și i-a acordat un an de atenție. Inițial, a luat în considerare „Tinere lebede” ca titlu al poveștii, dar, nedorind să strice elementul de surpriză al transformării protagonistului, a renunțat la el pentru „Rățușca cea urâtă”. Mai târziu a mărturisit că povestea era „o reflectare a propriei mele vieți” și, când criticul Georg Brandes l-a întrebat pe Andersen dacă își va scrie autobiografia, poetul a susținut că aceasta fusese deja scrisă - „Rățușca cea urâtă”.
Sunt speculații care sugerează că Andersen a fost fiul nelegitim al prințului Christian Frederik (mai târziu regele Christian al VIII-lea al Danemarcei) și că a aflat acest lucru cu ceva timp înainte de a scrie povestea. Astfel, se consideră că motivul lebedei din lucrare a fost o metaforă nu doar pentru frumusețea interioară și talent, ci și pentru descendența regală secretă.

## Legături externe
Materiale media legate de Rățușca cea urâtă la Wikimedia Commons
- The Ugly Duckling English translation by Jean Hersholt
- SurLaLune's Annotated The Ugly Duckling Arhivat în 22 septembrie 2012, la Wayback Machine.
- "The Ugly Duckling", LibriVox audiobook.